# Estelle Quérard
Pour les personnes ayant le même patronyme, voir Quérard.
Estelle Quérard  est une joueuse française de volley-ball née le 19 mars 1979 à Rennes (Ille-et-Vilaine). Elle mesure 1,79 m et joue libero. Elle totalise 31 sélections en équipe de France.

## Clubs
| Club                 | Pays   | De        | À         |
| -------------------- | ------ | --------- | --------- |
| RC Villebon 91       | France | 2000-2001 | 2003-2004 |
| RC Cannes            | France | 2004-2005 | 2005-2006 |
| Le Cannet-Rocheville | France | 2006-2007 | …         |

## Palmarès
- Ligue des champions 
  - Finaliste : 2006

- Championnat de France (2)
  - Vainqueur : 2005, 2006
  - Finaliste :  2001, 2002, 2003

- Coupe de France (3)
  - Vainqueur : 2002, 2005, 2006
  - Finaliste :  2008, 2011

- Coupe de la CEV
  - Finaliste :  2008

- Top Teams Cup (1)
  - Vainqueur : 2003